# Skate-Klasse
Die Skate-Klasse war der erste Serienbau von Atom-U-Booten der United States Navy. Die Klasse bestand aus vier Booten, die alle in den 1980er Jahren außer Dienst gestellt wurden.

## Geschichte
Die erste Einheit der Klasse wurde am 21. Juli 1955 von General Dynamics Corporation Electric Boat Co. Division in Groton, Kalifornien auf Kiel gelegt, die letzte Einheit am 20. Juni 1956. Bis zur Indienststellung vergingen bei den ersten drei Einheiten jeweils rund zweieinhalb Jahre, bei der vierten ein Jahr länger. Bauwerft war die Portsmouth Naval Shipyard für zwei Einheiten und Electric Boat und die Mare Island Naval Shipyard für jeweils ein U-Boot.
Die Klasse war, nach den Prototypen Nautilus und Seawolf die erste Klasse von Serienbauten. Die vier Boote blieben von Ende der 1950er Jahre bis in die 1980er Jahre hinein in Dienst.

## Technik
Die Boote der Skate-Klasse waren rund 81,5 Meter lang und 7,6 Meter breit. Ihre Verdrängung lag getaucht bei 2850 ts. Der Rumpf war noch in der historischen Bauweise gefertigt, wie sie im Zweiten Weltkrieg Verwendung fand, nicht in der hydrodynamisch optimierten Tropfenform, wie sie bei späteren Klassen eingeführt wurde.
Die ersten beiden Einheiten der Klasse erhielten einen Druckwasserreaktor vom Typ S3W, die letzten beiden einen S4W. Allerdings wurden im Laufe der Jahre alle Reaktoren auf den moderneren Typ S5W aufgewertet. Das S steht jeweils für die Gattung, hier submarine, die Zahl gibt die Reaktorgeneration an, das W markiert den Hersteller, in diesem Fall jeweils die Westinghouse Electric Corporation. Der Reaktor trieb zwei Wellen an, die das Boot getaucht auf bis zu 22 Knoten beschleunigen konnten.
Die Bewaffnung bestand aus vier 533 Millimeter großen Torpedorohren im Bug und zwei nach hinten gerichteten im Heck.

## Einheiten
| Kennung | Name      | Bauwerft                   | Kiellegung       | Stapellauf       | Indienststellung   | Außerdienststellung |
| ------- | --------- | -------------------------- | ---------------- | ---------------- | ------------------ | ------------------- |
| SSN-578 | Skate     | Electric Boat              | 21. Juli 1955    | 16. Mai 1957     | 23. Dezember 1957  | 12. September 1986  |
| SSN-579 | Swordfish | Portsmouth Naval Shipyard  | 25. Januar 1956  | 27. August 1957  | 15. September 1958 | 2. Juni 1989        |
| SSN-583 | Sargo     | Mare Island Naval Shipyard | 21. Februar 1956 | 10. Oktober 1957 | 1. Oktober 1958    | 21. April 1988      |
| SSN-584 | Seadragon | Portsmouth Naval Shipyard  | 20. Juni 1956    | 16. August 1958  | 5. Dezember 1959   | 12. Juni 1984       |